# Durán
Durán, conosciuta anche come Eloy Alfaro, è una città dell'Ecuador che si trova nella provincia del Guayas, sulla riva sinistra del fiume che dà il nome alla provincia.

## Geografia
Situata di fronte a Guayaquil, alla quale è unita dal ponte Rafael Mendoza Avilés, diventò parrocchia rurale del cantone di Guayaquil il 16 ottobre del 1902, mentre il 10 gennaio del 1986 diventò cantone durante il governo León Febres-Cordero.

## Economia
La città è fortemente legata economicamente a Guayaquil, essendo una città dormitorio per migliaia di lavoratori che arrivano nella vicina metropoli per via terrestre quotidianamente. Ha una popolazione di 235 769 abitanti al 2010, il che ne fa la sesta città più popolosa dell'Ecuador e la più popolosa che non sia capoluogo di provincia.

## Nome
Il nome ha origine da Jose Durán y Maristany, che, durante l'epoca del presidente Eloy Alfaro, donò alcuni terreni dove sarebbe passata la ferrovia, per questo come omaggio al signor Durán e al presidente prese il nome Eloy Alfaro-Durán.